# Ludwig Amber Vistalite
La Ludwig Amber Vistalite è un particolare tipo di batteria appartenente alla serie delle Vistalite prodotte ed ideate dalla Ludwig a partire dal 1972.
Costruita come tutta la serie a cui appartiene in plexiglas, è dotata di una particolare colorazione arancio/ambra da cui deriva il nome "Amber".

## Il mito
La batteria in questione, deve il suo enorme successo non solo alle sue caratteristiche intrinseche, ma soprattutto al suo più importante Endorser che a partire dal 1973 iniziò ad usarla: John Henry Bonham.  
Difatti, non si verificherà altro evento più rappresentativo nella storia delle percussioni, dell'associazione di un batterista al suo strumento, ossia il binomio Bonham-Amber Vistalite, questo nonostante John Bonham, avesse utilizzato nella sua carriera diversi set di batteria.

### Le misure
La Ludwig Amber Vistalite usata da Bonham era composta da :
- una cassa da 26"x14";
- un tom sospeso ma ancorato alla cassa da 14"x10";
- un timpano a terra da 16"x16";
- un timpano a terra da 18"x16"

## Passato e presente
La Ludwig Amber Vistalite resiste nel tempo, tanto da arrivare ad essere riproposta in una serie Vintage "riveduta e corretta".
Rilanciata sul mercato a metà degli anni zero viene ribattezzata con il nome 'Ludwig Amber Vistalite Zep Set (Set alla Led Zeppelin).
La Zep Set presenta rispetto alla sua antenata, delle differenze di tipo meccanico-pratico atte a migliorarne le caratteristiche sia sonore che tecniche:
- come prima differenza da citare, vi è la diversa sistemazione del tom sospeso 14"x10"; questo, nella prima serie ancorato alla cassa tramite un braccio pieghevole ed orientabile è stato eliminato del tutto. Nella serie Vintage, il tom è poggiato su un supporto per rullante (questa modifica, che si dice sia stata voluta e suggerita direttamente dallo stesso John Bonham, apparentemente potrebbe risultare come un passo indietro nel mondo dei supporti per batteria, ma in realtà elimina i problemi dovuti al peso del tom stesso che se ancorato alla cassa come nella serie precedente poteva causare danni alla stessa, anche irreversibili essendo il plexiglas difficilmente riparabile).
- altra importante piccola differenza, appartiene sempre al tom 14"x10" che originariamente era fornito di sei tiranti a cerchio per l'accordatura; nella serie Zep Set compaiono due tiranti tendi-pelle in più a cerchio ossia otto anziché sei.
- l'ultima differenza, riguarda il supporto per il Ride che nella prima serie era formato da un'asta di metallo ancorata alla cassa tramite un blocchetto che si ergeva dalla stessa; nella serie Vintage questo supporto è stato eliminato totalmente per lasciare il posto ad un'asta. Anche questa modifica è stata fatta per non creare problemi di carico sulla cassa, dato che i Ride che molto spesso i collezionisti-fans di John Bonham associano al set, sono di dimensioni e pesi molto elevati.(Ride Paiste 2002 da 24" e Ride Giant Beat da 24").